# Historias de Juan Español
Historias de Juan Español es una serie de 24 episodios de televisión estrenada por TVE el 13 de septiembre de 1972 y escrita por Luis Emilio Calvo-Sotelo.

## Argumento
La serie narra, en tono humorístico, las peripecias cotidianas de un español medio, llamado precisamente Juan Español, al que interpreta el actor Juanjo Menéndez.

## Premios
- TP de Oro (1972) para Juanjo Menéndez como Mejor Actor Nacional.

## Episodios
- - Juan Español y la verdad (1973)
  - Juan Español y los machistas (1973)
  - Juan Español, nuevo rico (1973)
  - Juan Español, pícaro (1973)
  - Juan Español, idealista (1973)
  - Juan Español y Lolita (1973)
  - Juan Español veranea y busca novia (1973)
  - Juan Español, romántico (1973)
  - Juan Español, perezoso (1973)
  - Juan Español, arribista (1973)
  - Juan Español, avaro (1973)
  - Juan Español, turista (1973)
  - Juan Español y los snobs (1972)
  - Juan Español, el mus y los fantasmas (1972)
  - Juan Español, aprensivo (1972)
  - Juan Español, pluriempleado (1972)
  - Juan Español hace oposiciones (1972)
  - Juan Español, solterón (1972)
  - Juan Español, conquistador (1972)
  - Juan Español hace negocios (1972)
  - Juan Español, envidioso (1972)
  - Juan Español, tímido (1972)
  - Juan Español, hincha de primera (1972)
  - Juan Español, celoso (1972)

## Reparto
- Juan Español, celoso - 13 de septiembre de 1972
  - Carmen Casal
  - Mónica Randall
  - Víctor Valverde

- Juan Español, hincha de primera - 20 de septiembre de 1972
  - Manuel Alexandre
  - Carmen de la Maza
  - Alfonso del Real

- Juan Español, tímido - 27 de septiembre de 1972
  - Álvaro de Luna
  - Charo López
  - Pilar Puchol

- Juan Español, envidioso - 4 de octubre de 1972
  - Ignacio de Paúl
  - Pablo Sanz
  - Maite Tojar

- Juan Español hace negocios -11 de octubre de 1972
  - Félix Dafauce
  - Mary Delgado
  - María Mahor
  - Manuel Salgueró

- Juan Español, solterón - 25 de octubre de 1972
  - Luis Peña
  - María Luisa San José
  - Pastor Serrador

- Juan Español, pluriempleado - 8 de noviembre de 1972
  - Avelino Cánovas
  - Carlos Mendy
  - Ángela María Torres

- Juan Español visita el cabaret - 15 de noviembre de 1972
  - Antonio Cintado
  - Rosa Fontana
  - Ágata Lys
  - Ricardo Merino
  - Marisa Paredes

- Juan Español, aprensivo - 22 de noviembre de 1972
  - Lola Herrera

- Juan Español, el mus y los fantasmas - 29 de noviembre de 1972
  - Manuel Alexandre
  - Susana Canales
  - Francisco Merino

- Juan Español y los snobs - 6 de diciembre de 1972
  - Rafael Navarro
  - Pastor Serrador
  - Alberto Solá

- Juan Español, turista - 13 de agosto de 1973
  - Manuel Alexandre
  - José Luis Lespe
  - Inés Morales
  - María Silva

- Juan Español, avaro - 20 de agosto de 1973
  - Concha Cuetos
  - Venancio Muro
  - María Luisa Rubio

- Juan Español, arribista - 27 de agosto de 1973
  - Anastasio Alemán
  - Rafael Navarro
  - Rosario Serrano

- Juan Español, nuevo rico - 22 de septiembre de 1973
  - Juan Amigo
  - Lola Lemos
  - Juan Madrigal
  - Antonio Puga
  - Elvira Quintillá

- Juan Español, perezoso - 3 de septiembre de 1973
  - Mercedes Alonso

- Juan Español y Lolita - 1 de octubre de 1973
  - Lola Herrera
  - Gabriel Llopart

- Juan Español y los machistas - 29 de octubre de 1973
  - Lola Cardona
  - Alfonso del Real
  - Álvaro de Luna
  - Guillermo Montesinos
  - Enrique Navarro